# Stråling
Stråling refererer til udsendelse af bølgepartikler eller partikler. For eksempel består solstråler af fotoner (elektromagnetiske partikler), og radioaktiv stråling består af enten alfa-partikler (heliumkerner), beta-partikler (elektroner) eller gamma-stråler (elektromagnetiske bølger).

## Absorption af stråling
Når strålingen fra et emne svækkes, kaldes det at blive absorberet. At atomkernen absorberer, betyder at kernen opsluger af stof.
Strålingen svækkes med en bestemt procentdel, og derfor vil strålingen aftage med en eksponentiel vækst.

## Strålingstyper
- Elektromagnetisk stråling
  - UV stråling
  - Røntgenstråling
  - synligt lys
  - infrarødt
  - radiobølger
- Ioniserende stråling
  - Radioaktiv stråling
    - Alfastråling
    - Gammastråling
    - Betastråling
      - Betaminusstråling
      - Betaplusstråling
- Hawkingstråling
- Kosmisk stråling
- N-stråling (stråling der viste sig ikke at eksistere alligevel)
- Elektronindfangning

## Det elektromagnetiske spektrum
Det elektromagnetiske spektrum er en opdelingen af stråling efter bølgelængde, hvor dem med mest energi eller kortest bølgelængde ligger typisk tilhøre. Vores øje kan kun se en lille del af spektret, nemlig den del, vi kalder for synligt lys. Ved lavere energier findes radio- og mikrobølger, hvorimod røntgen- og gamma-stråler har højere energi end synligt lys. Stjerner udsender en del energi i andre former for stråling end synligt lys, så det er vigtigt at kigge på hele spektret i astronomi.

### Gammastråling
En strålingstype der typisk er er forbundet med radioaktivitet. Det er fordi radioaktive materialer vil komme af med deres overskydende energi i denne for for stråling (se kvantemekanikker) eller som KU beskriver det "Hvis der er mere energi i atomet, end det behøver for at binde partiklerne i kernen. Atomkernen kan komme af med den overskydende energi ved at udsende det i form af lys med en bølgelængde, der gør, at man kalder det gammastråling.  En kerne, der henfalder via et gammahenfald, bliver altså ikke til et andet grundstof, den afgiver blot overskydende energi." gammastråling har bølgelængder på mindre end 10pm (picometer = {\displaystyle 10^{-12}}meter).
Gammastråler er ioniserende, med et højt energiniveau og ekstrem gennemtrængsevne. De kan give dybtgående DNA-skader, men bruges også til behandlig af sygdomme.

### Røntgenstråling
Røntgenstråling er navngivet efter fysikeren Wilhelm Conrad Röntgen. Han opdagede røntgenstråling i 1895 ved et tilfælde under et eksperiment med vakuumkamre. Røntgenstråling er, ligesom lys, elektromagnetisk stråling og består af fotoner med bølgelængder i den ikke synlige del af spektret (0,01 nm – 10 nm).
Større eksponering til røntgenstråling kan give kræft om mange år ifølge sundhed.dk. I dag bliver denne stråling brugt til fx CT-skanning i sundhedsvæsnet som et redskab til bedre at kunne stille diagnoser.

### Ultraviolet[5]
Uv-stråling findes i det elektromagnetiske spektrum ved siden af den violette farve fra Solens lys. Derfor kaldes den ultraviolet, selvom mennesker ikke kan se den.
Der findes 3 typer uv-stråling:
- UV-A fra 280 til ca. 200 nm,
- UV-B fra 315 nm til 280 nm,
- UV-C stråling har bølgelængder fra 400 nm og ned til 315 nm

Det er nogle meget korte bølgelængder, som derfor har meget energi. Den mest energirige er derfor UV-C stråling, som bliver opfanget i Jordens atmosfære og ikke rammer overfladen.

### Synligt lys
Synligt lys er også en del af spekteret. Det går fra 380 nm til 760 nm og består af blå, rød og grønt "lys". Det vil sige det er den måde lysrecepterne opfanger den bølgelængde. Det er også derfor man ikke finder magenta på spektret. Det er fordi farven "ikke findes". Det kan kun lade sig gøre ved at de blå og røde receptorer i øjnene bliver stimuleret samtidig og derfor skaber farven magenta.

### Infrarød stråling
Infrarød stråling (IR) har bølgelængden ca. 0,7 μm til ca. 1 mm. Denne strålingstype bruges til mange forskellige ting, men nok den mest kendte funktion af IR er i fjernbetjeninger. Her blinker en infrarød diode til at transmittere data. IR bruges også i infrarøde kameraer.

### Radiobølger
Radiobølger har en bølgelængde fra ca. 3mm til 100 km. Dette er den mindst energiholdige strålingstype og også den med længst bølgelængde og bliver brugt til at transmittere radiobølger.

## Alfastråling
Alfastråling opstår ved, at et ustabilt grundstof udsender en heliumkerne. Denne kerne vil så blive sendt ud med ca. 19.000 km/s, og når der er en strøm af heliumkerner fra grundstofferne, kalder man dem for alfastråling. Alfapartiklerne der bliver udsendt har energier på 4-9 MeV (mega-elektronvolt), hvilket svarer til at de bevæger sig 0,05 gange lysets hastighed. For at en partikel skal slippe fri fra kernen, bliver den nødt til at have en større energi end den potentielle kraft. Det er ligesom når et rumskib skal ud af jordens atmosfære, de skal også have nok kraft til at komme ud af den.
Alfastråling kan ske med grundstoffer med 3 protoner og over. Som eksempel kan man tage en kendt en, som vi også kender fra stråling:
Uran {\displaystyle U_{92}^{238}}
Når så den bliver ustabil, sender den en heliumpartikel ud. Det vil se således ud:{\displaystyle U_{92}^{238}\rightarrow He_{2}^{4}+Th_{90}^{234}}
Alle grundstoffer kan blive ustabile, og derfor kan de danne stråling. Jo flere protoner der er i kernen, desto større risiko er der for, at grundstoffet bliver radioaktivt.
Alfapartikler har en relativt høj masse, men også en relativ lav hastighed, det gør at partiklen virker med andre atomer, og mister sin energi. I luften når en alfastråle skydes afsted stoppes de typisk efter få centimeter.
(for yderligere information se artiklen alfastråling)

## Betastråling
Betastråling kan ske på to måder. Den første måde er når en neutron bliver omdannet til en proton, ved udsendelse af en elektron. Den anden måde er ved at en proton bliver omdannet til en neutron ved udsendelse af en positron. Betastråling er elektroner eller positroner der bliver udsendt med en høj hastighed fra atomkernen i et grundstof. Cæsium {\displaystyle Cs_{55}^{137}} kan blive til {\displaystyle Ba_{56}^{137}} fordi der er blevet udsendt en elektron. Da cæsium er i en højere energi tilstand vil den henfalde til en kerne der har lavere masse. Cæsium skrives normalt {\displaystyle Cs_{55}^{132}} men for at den skal kunne afgive en betapartikel skal den være ustabil og det vil sige at den er radioaktiv. Betastråling kan være farligt selv uden for kroppen selvom strålingen kun bevæger sig et par millimeter ind i kroppen. Betapartikler bevæger sig typisk også 10 gange længere end en alfapartikel. Betapartikler bevæger sig med 300.000 km/s.